# كأس الدوري الألماني 2001
كأس الدوري الألماني 2001 (بالألمانية: DFB-Ligapokal 2001) هو الموسم 6 من كأس الدوري الألماني. أقيم خلال الفترة 11 يوليو 2001 وحتى 21 يوليو 2001، وأشرف على تنظيمه اتحاد ألمانيا لكرة القدم، وكان عدد الأندية المشاركة فيه 6، وفاز فيه نادي هرتا برلين.